# ガイ (ファイナルファイト)
ガイ（Guy）は、カプコンのアクションゲーム『ファイナルファイト』シリーズ、および対戦型格闘ゲーム『ストリートファイター』シリーズに登場する架空の人物。本項では『ストリートファイター』シリーズのガイを中心として記述する。

## キャラクター設定
漢字表記は凱。武神流忍術を継承する忍者であり、黒髪の男性。比較的非力だが、機敏な動きと、連撃やトリッキーな技で相手を翻弄できる特徴を持つ。赤い忍装束のような服装をしており、『ストリートファイターZERO』（以降『ZERO』と表記）シリーズからは靴がスニーカーになっている。
サウンドトラック『Final Fight -G.S.M. CAPCOM 3-』の解説では武神流忍法57代伝承者とされていたが、『ZERO』以降の作品では設定が変更され、武神流第39代伝承者とされている。
『ファイナルファイト』シリーズと『ZERO』と『ZERO2』と『ストリートファイターV』（以降『V』と表記）の公式サイト「シャドルー格闘家研究所」の「キャラ図鑑」での出身国籍は日本だが、『ZERO3』と『ストリートファイターIV』（以降『ストIV』と表記）シリーズでの出身国籍のみアメリカとなっている。『スーパーストリートファイターIV』（以降『スパIV』と表記）のガイは『ZERO3』からの参戦というテーマで作っているため、アメリカ出身扱いになっている。『ストリートファイター 30th アニバーサリーコレクション インターナショナル』のキャラクターデータベースでは、アメリカ生まれの日本育ちとされている。
『ファイナルファイト』でコーディーやハガーと同じジムに通っていた所にハガーの娘・ジェシカの拉致を聞いて助太刀に入り、ともに犯罪組織「マッドギア」を打倒する。その後、数年の修行期間を経て『ファイナルファイト タフ』（以降『タフ』と表記）で再びメトロシティに戻り、ハガー、ディーン、ルシアとともに犯罪組織「スカルクロス」を壊滅させた経歴がある。
『ファイナルファイト』の企画に携わったあきまんによると、ガイは大学受験に失敗して単身アメリカに渡り、マッドギアとの抗争に関わったことで一人対多人数の体術が武神流の神髄であることを悟ったという経緯がある。
SFC版『ファイナルファイト』ではROM容量の都合上のためにガイの存在そのものがカットされていたが、その1年3か月後にガイをコーディーの代わりに収録したバージョンの『ファイナルファイト・ガイ』（以降『ガイ』と表記）がSFCで発売された。本作の『ガイ』ではコーディーとともに日本で修行していたが、マッドギアの策略でガイだけがメトロシティに引き戻され、コーディーの代わりに彼がハガーとともにマッドギアに立ち向かう設定となる。本作をハードモード以上でクリアすると、業務用とは異なるガイ専用に製作されたオリジナルのエンディングが流れる。
婚約者に源柳斎麗奈（げんりゅうさい レナ）がいる。彼女の妹で『ファイナルファイト2』にプレイヤーキャラクターとして登場した妹弟子・源柳斎真紀（げんりゅうさい マキ）にはライバル視されており、追われる立場にあるがガイ自身はほとんど相手にしていない。
組織を潰された元マッドギアのソドムやロレントからは敵視されている。そのため、『ZERO』と『ZERO2』ではガイが彼らの最終ボスとして登場する。ソドムにはかつて「お前の認識している日本の文化は間違っている」と注意しており、その発言がソドムの反感を買っている。
『ZERO』以降の設定では、不良少年だったころ、武神流第38代伝承者の是空（ゼクウ）により素質を見出され、武神流忍術を継承したとされる。その後は師匠のゼクウの下で修行を続け、さらなる自己研鑽のためアメリカに武者修行に出る。『ZERO2』のエンディングにおいてガイは是空と手合わせをする。
『ポケットファイター』では忍者の他流派という立場からいぶきに対戦を申し込まれるが、焼き芋を渡して立ち去っている。
『CAPCOM FIGHTING Jam』では『ストリートファイターZERO』代表キャラクターとして登場している。
『ストリートファイター X 鉄拳』（以降『ストクロ』と表記）ではDLC追加キャラクターとして登場する（PS Vita版では最初から使用可能）。
ガイの忍術の師については2人存在し、『ファイナルファイト2』ではレナとマキの父・源柳斎（げんりゅうさい）が師匠とされたが、『ZERO』以降は是空に師事したとされている。GBA版『ZERO3↑』（アッパー）、『ZERO3↑↑』（ダブルアッパー）でガイとマキが同時に登場するが、源柳斎との関係はとくに触れられなかった。『CAPCOM FIGHTING Jam』では、源柳斎は武神流宗家とされ、ガイと同じくマキもゼクウに師事していたことがオフィシャルコンプリートガイドで語られている。UDON刊の書籍『STREET FIGHTER: WORLD WARRIOR ENCYCLOPEDIA』では、源柳斎が第37代伝承者かつ是空の前任者とされ、彼もガイに武神流の修行を施したとされている。
後に『V』公式WEBサイト付属の「キャラ図鑑」にて是空のプロフィールが明かされた。全盛期は「神速の是空」と呼ばれており、宗家である源柳斎の武神流は元々、忍法を主とした戦法だったが、是空が他の格闘術や体術を取り入れて、今のガイのような実践的なものになった。

### 人物
落ち着いており、物事を冷静な目で見ることができる。コーディーが堕落したときも驚いてはいたものの、多くを聞かなかった。一人称は「拙者」で、古風な口調で話し、語尾に「ござる」を付ける。「サイコパワー」を「サイコッパーワー」、「スニーカー」を「スニイカー」と発音するなど横文字を苦手とする。
『ファイナルファイト』のエンディングでは、ジェシカの前から逃げようとしたコーディーを「武神獄鎖拳」で叩きのめした。これはガイなりの叱咤である。
『ファイナルファイト』および『タフ』と『ZERO』シリーズ以降では道着のデザインが異なっているが、どちらも道着に「武神」と描かれた刺繍が入っているのは同じで、道着の下には白のTシャツを着込んでいる。その一方で『ZERO』シリーズ以降は道着のデザインが変更され独自のものになっているほか、下に帷子を着込んでいる。スニーカーにもこだわりを持っている。
GBA版『ファイナルファイトONE』では隠しキャラクターとして『ZERO』シリーズ版のガイが使用できる。ボスとの会話も専用のものが用意されており、ロレントやアビゲイルは「（ガイは）話を聞かない」とボヤき、また通常のガイとの違いを指摘してきたベルガーに対して「スニーカーも新調した」と言う場面があった。
『ポケットファイター』では背景キャラクターであるが、いぶきのエンディングにも登場する。なお出会いがしらにいぶきから「恥ずかしいほどに真っ赤な服」と服装に関して揶揄されている。
『V』公式WEBサイト付属の「キャラ図鑑」では、髪を伸ばして後ろで束ねた姿が紹介されている。

## 武神流忍術
『ZERO』シリーズの設定ではガイがゼクウから伝承された一対多数を前提とした忍術である。「武神流忍術は世の中の影に隠れて悪を討つ」といった、世のため人のために力を使うことがこの忍術の基本理念である。また『ストリートファイターEX』シリーズのほくとは武神流の血筋に生まれし者である。
『ファイナルファイト』より未来の世界を舞台にしたベルトスクロールアクションゲーム『キャプテンコマンドー』に登場する「コマンドーチーム」のメンバー・翔（ショウ）は、武神流（ゲーム中の表現では「武神流忍法」）を修めた伝承者である。翔はガイの弟子である武神流第40代伝承者・號（ゴウ）の長男でもある。
武神流は『ロストワールド』に登場する戦いの神「武神」を祀っている。『ロストワールド』は天帝バイオスにより神々が狂った世界となっており、本来武神は良い神だとされる。
『NAMCO x CAPCOM』でガイは翔との競演を果たし、武神流同士の縁からペアで行動することになる。

## ゲーム上の特徴（ベルトスクロールアクション版）

### ファイナルファイト時代のガイ
攻撃力は最も低いが、連続攻撃数は5回と最も多い。ゆえに敵に攻撃を当てる回数が多くなり、スコアアタックには最適なキャラクターであった（攻撃を当てるだけでも点数が入るため）。反面、相手をダウンさせるまでの所要時間が長いため、敵を殴っている間に別の敵から攻撃を受ける可能性も高い。
連続技の途中で振り向き、攻撃をわざと一発空振りさせることで連係を中断させず延々と攻撃し続けるテクニック「パンチはめ」もコーディーと同様に使用可能である。攻撃回数が多いためパンチはめもやりやすい。
プレイヤーキャラクター3人のうち彼にだけ壁を使った三角跳びが可能である。画面内に壁もしくは障害物がないと使用できないが、三角跳びから出す蹴りは通常の飛び蹴りより威力が上昇する。得意武器は日本刀で、彼が持ったときのみ刀の当たり判定が拡大する。
GBA版『ファイナルファイト ONE』で使用できる『ZERO』シリーズ版ガイは攻撃力こそ通常のガイとさほど違いが無いものの、防御力が高く調整されている。
ファミリーコンピュータ版の『マイティファイナルファイト』（以降『マイティ』と表記）では得意武器が手裏剣（使用回数は限定されている）に変更されている。
続編である『タフ』では本作品オリジナルの必殺技を使う。また本作品では得意武器がヌンチャクに変更されている。

## 技の解説

### 通常連続技
裏拳×2→中段突き→肘打ち→武神流回し蹴り（フィニッシュ）
敵を攻撃ボタンで連続して殴ると、この連係攻撃が出る。

### 特殊技
肘落とし（ひじおとし）
肘を出しつつ飛び込む技。その後、地上技へつなぐことができる。『ZERO』シリーズとはグラフィックが違う（『ZERO』シリーズでは正面向きだが、こちらでは背中を向けている）。
三角跳び（さんかくとび）
画面端に壁がある場合に限り、使用できる。三角跳びを行った後は各種の空中技が可能。
疾駆け肘打ち（はやがけひじうち）
疾駆けした後に顔を相手側を向けて肘を振りかぶって相手の胸元に肘打ちを当てる。その後はボタン連打で中段突き→肘打ち→水面蹴りの連続技が可能。『タフ』から登場した技。

### 投げ技
人投げ（ひとなげ）
敵を巻き込むことができる。『ZERO』シリーズで使われている投げとモーション自体は同じだが、『ZERO』シリーズでは名称が「背負い投げ」となっている。初代と『タフ』で使用。
巴投げ（ともえなげ）
後ろへ倒れこみながら後方へ投げ飛ばす技。『マイティ』のみ使用。
膝蹴り（ひざけり）
最大で3発まで出せる掴み技。『ZERO』シリーズで使われている掴み技とモーション自体は同じだが、『ZERO』シリーズでは名称が「つかみ膝蹴り」となっている。
喉輪落とし（のどわおとし）
相手の背後へ回り込んでから決める投げ技で、「人投げ」より威力が高い。『タフ』から登場した技。

### 必殺技
通し（とおし）
前へ踏み込みつつ、気を纏った掌底打を放つ。掌底打の射程はあまりないが攻撃が多段ヒットし、また複数の敵にも有効である。『タフ』から登場した技。とおしという技は古武術では鎧などの防具を装備した相手にも打撃が通じるように工夫された技である。
足払い正拳突き（あしばらいせいけんづき）
相手の背後へ回り込んでから決める技で、足払いの後に正拳を繰り出す。3発まで追い撃ちできる。『タフ』から登場した技。
ソニックキック
後方へジャンプした後、着地間際に横方向へ高速の飛び蹴りを放つ技。『マイティ』のみ使用。

### メガクラッシュ
旋風脚（せんぷうきゃく）
バイタリティを少し消費して周囲の敵を吹き飛ばす。技中は完全無敵であるため不利な状況から瞬時に体制を立て直せる。後の『ZERO』シリーズでの「武神旋風脚」。

### スーパーメガクラッシュ
千拳唯打掌（せんけんいだしょう）
無数の拳を叩き込み、最後に通しを放つ。技中は完全無敵である。『タフ』から登場した技。『NAMCO x CAPCOM』でも使用している。

## ゲーム上の特徴（対戦格闘ゲーム版）

### ストリートファイターシリーズにおけるガイ
体術と俊敏な動きで闘うキャラクター。登場作品を通して機敏な動きに秀でており、高い機動力を持つ。原作での必殺技（メガクラッシュ）であった「武神旋風脚」やボタン連続入力による連続技「武神獄鎖拳」など、『ファイナルファイト』での動きも再現されている。
通常技は総じて攻撃判定が強く、距離を問わず使いやすいものが多い反面、必殺技は「相手に高速で接近する」「追加入力でガードを崩せる攻撃を出す」などの特徴を持った奇襲・撹乱向きの技が多く、攻め手が豊富。また、ジャンプの跳躍力が高い。

## 技の解説

### 通常技
作品によって若干差異はあるが、ここでは『ZERO』シリーズでの技名称を掲載。
| 操作     | 立ち（近距離）                      | 立ち（遠距離）                    | しゃがみ   | 垂直ジャンプ                  | 斜めジャンプ |
| -------- | ----------------------------------- | --------------------------------- | ---------- | ----------------------------- | ------------ |
| 弱パンチ | 裏拳                                | 裏拳                              | 裏拳       | 空撃                          | 空撃         |
| 中パンチ | ストマックジャブ(※1) / チョップ(※2) | ストマックジャブ                  | ストレート | 空撃                          | 空撃         |
| 強パンチ | アッパー                            | アッパー(※1) / 武神流裏拳(※2)     | 肘打ち     | 空裏拳                        | 空裏拳       |
| 弱キック | ハイキック(※1) / ローキック(※2)     | ハイキック                        | 連撃蹴     | ハイキック                    | サイドキック |
| 中キック | ミドルキック(※1) / 中段蹴り(※2)     | ミドルキック                      | 足払い     | サイドキック                  | サイドキック |
| 強キック | 武神流回し蹴り                      | 武神流回し蹴り(※1) / 旋風蹴り(※2) | 水切り蹴り | 武神流閃脚(※1) / 水車蹴り(※2) | 武神流閃脚   |

※1 『ZERO2 ALPHA』まで。
※2 『ZERO3』以降。

### 投げ技
背負い投げ
相手を遠くへ投げ飛ばす。ベルトスクロールアクション版の技名は「人投げ」。
つかみ膝蹴り（つかみひざけり）
相手を掴み上げて腹部に膝蹴りを何度も叩き込む。技中に追加コマンドにより先述の「武神流背負い投げ」へ派生できる。
武神流背負い投げ（ぶしんりゅうせおいなげ）
通常投げのつかみ膝蹴りから追加入力で出す技で、膝蹴りを決めた相手をさらに投げ飛ばす。これも『ファイナルファイト』でのつかみ攻撃からの投げを再現したもの。相手を逆方向に投げ飛ばすものだが、ダメージが極端に少ない。
『ウルトラストリートファイターIV』（以降『ウルIV』と表記）オメガエディションではEXゲージを1ブロック消費する特殊技扱い。
イズナ落とし
空中投げ。空中の相手を掴んで反転してから、頭から地面に叩き付ける。

### 特殊技
首砕き（くびくだき）
前方へ踏み込みながら肘を打ち下ろす。しゃがみガード不可。
鎌鼬（かまいたち）
蹴り上げながら後ろに宙返りする。
喉切（のどぎり）
『CAPCOM FIGHTING Jam』で登場した「鎌鼬」からの追加入力技。前方へ水平に飛んで上段蹴りを決める。元は「武神剛雷脚」の最後の攻撃。
『ウルIV』オメガエディションでは「喉切り」の名前で、前方へ滑るように前進しながらの上段蹴り。
肘落とし（ひじおとし）
空中から出せる肘打ち。技を出すことでジャンプの軌道が変わる。
水切り蹴り（みずきりけり）
『ウルIV』オメガエディションで使用する。しゃがみ強キックのスライディングが特殊技に変更されたもの。
武神獄鎖拳（ぶしんごくさけん）
裏拳からボディブロー、肘打ち、回し蹴りと繋ぐコンビネーション。『ファイナルファイト』でのコンビネーションを再現した攻撃。作品によっては回し蹴りの代わりに、背負い投げを出すこともできる。『ZERO』から『ZERO2』にかけてZEROコンボシステム自体が消滅したが、この技は例外的に残留した。
『ZERO3』では最後の回し蹴りを食らって吹き飛んだ相手は空中受け身を取ることができず、その後に追撃を決めることが可能。
開発段階ではスーパーコンボで「ファイナル連続」と呼ばれていた。
武神獄鎖投げ（ぶしんごくさなげ）
弱パンチ・中パンチ・強パンチ・背負い投げのコンボ。
武神剛雷脚（ぶしんごうらいきゃく）
『ウルIV』オメガエディションで使用する。スーパーコンボゲージを1ブロック消費する。「武神獄鎖拳」の中パンチから発動できる連撃（しゃがみ強パンチ・鎌鼬・喉切）のコンボ。

### 必殺技
武神旋風脚（ぶしんせんぷうきゃく）
その場で垂直に飛び上がって回転しつつの蹴りを繰り出す。弱と中は、中攻撃から連続技に組み込むことが可能。しゃがんだ相手には空振りする。『ウルIV』オメガエディションの強は対空向けの性能になっていて、立ち状態の相手にも当たらない。
元々は『ファイナルファイト』でのメガクラッシュ。『ファイナルファイトリベンジ』でも使用する。
崩山斗（ほうざんとう）
『ZERO2』で追加された必殺技。しゃがんで前進し、振り向いて裏拳、腕、肩での打撃を行う。
疾駆け（はやがけ）
姿勢をやや低くして前方へ疾駆しながら接近、このときに追加入力することで下記の技に繋げられる。どの技が出るかは疾駆けの入力で押したボタンにより決まる。追加入力せずに相手に接近しきると自動的に急停止の動作に入る（この動作中からも追加技に移行可能）。
影すくい（かげすくい）
立ちガード不能のスライディング。長い距離を滑り、技後の隙は大きい。
首狩り（くびかり）
しゃがみガード不能の飛び後ろ回し蹴り。ヒットさせても隙が大きい。
急停止
すぐに停止する。自動の急停止動作からも出せるが、隙を作るだけで意味はない。
崩山斗（ほうざんとう）
『ウルIV』オメガエディションで使用。「EX疾駆け」中にのみ発動できる。
葉隠・天（はがくれ・てん）
『ウルIV』オメガエディションで使用。その場で止まって相手の真上に瞬間移動し「雷槌（イズナの肘落とし）」を繰り出す。
葉隠・地（はがくれ・ち）
『ウルIV』オメガエディションで使用。その場で止まって前ダッシュの動作で突進し、相手の背後に瞬間移動する。止まった時と突進動作にそれぞれアーマー属性が付いている。
山越（やまごえ）
丸まりながら前方へ飛び込む。下記の「武神イズナ落とし」「イズナの肘落とし / 雷槌」「兜割り」に派生するか、着地する。『スパIV』では通常のジャンプとほぼ同じ高さで『ウルIV』オメガエディションでは高度が低くなり、奇襲しやすい性能に変化した。
武神イズナ落とし
丸まりながら飛び込み、追加入力で相手を捕まえて投げる技。投げなかった場合は入力無しでそのまま着地、パンチボタンで以下の下向きの肘打ち（イズナの肘落とし / 雷槌）を出す。『ZERO2』までは画面端限定で、本技を決めた後にスーパーコンボの武神八双拳を当てることができた。『ZERO3』ではこの連鎖は不可能となったが、『ZERO3』特有のシステム（空中受け身）によって、本技の直後に「武神獄鎖拳」を狙うことができる。
『ファイナルファイトリベンジ』でも使用する。
イズナの肘落とし / 雷槌（らいつち）
真下に急降下しながら肘打ちを繰り出す。
兜割り（かぶとわり）
『ウルIV』オメガエディションで使用。「首狩り」の動作で回し踵落としを繰り出す。「首狩り」と違い1ヒットで発生が遅い。
回転イズナ落とし
『スパIV』で追加された必殺技。空中投げを必殺技にしたもので、空中の相手を掴んで反転し、きりもみしながら頭から地面に叩き付ける。
『ウルIV』オメガエディションでは地上からも発動することが可能で、その場から飛び上がり空中の相手を自動的に掴む。ボタンの強弱で飛び上がる角度が変わる。
手裏剣（しゅりけん）
手裏剣を投げる技。『ファイナルファイトリベンジ』のみ使用する。これ以前に『マイティ』にて武器アイテムとして登場していたのが元祖である。また空中でも使用可能で、この場合は斜め下方向へ手裏剣を放つ。
白刃取り（しらはどり）
『ファイナルファイトリベンジ』のみの技。相手の攻撃を受け止めて反撃する技。
空蝉（うつせみ）
『ウルIV』オメガエディションで追加された移動技。構えを一瞬取り、攻撃を受けると相手の背後に瞬間移動する。EX版はコマンド入力した瞬間に相手の背後へ瞬間移動する。
（名称不明）
『ハイパーストリートファイターZERO』での赤S-ISMで使用可能。その場から消えて、別の場所から出現する移動技。

### スーパーコンボ
武神八双拳（ぶしんはっそうけん）
その場で飛び上がりつつ裏拳を繰り出し、食らった相手を浮かしながら攻撃して打ち上げていき、とどめに地上へ蹴り落す。初代『ZERO』ではレベル1以外ではパンチボタンを追加入力しないと攻撃が発動しない。飛び上がりながらの裏拳で始動するため、しゃがみ相手には当たらない。
『スパIV』ではスーパーコンボとして使用する。『ウルIV』オメガエディションでは地上で拳による3連撃で相手を浮かせると、飛び上がって追撃する。
武神剛雷脚（ぶしんごうらいきゃく）
前進しながら連続攻撃を繰り出す。どのレベルでも最後は前方へ水平に飛んでの上段蹴り（後の特殊技・喉切と同じもの）となる。
武神無双連刈（ぶしんむそうれんか）
『ZERO2 ALPHA』で追加されたレベル3専用スーパーコンボ。相手を掴むと画面がフラッシュし、投げ技属性の連続攻撃を決める。ヒット数は10で、与えるダメージはおよそ体力ゲージ3分の1（ゲームの設定により上下する）。
初出の『ZERO2 ALPHA』においては無敵時間が非常に長く、相手がどのような技を出していようとも、地上にいる（投げられ判定が存在している）限りまず確実に掴むことができたが『ZERO3』では無敵時間・有効範囲とも小さくなった。『ZERO3』のX-ISMのスーパーコンボはこの技である。
武神流の奥義であり、『ZERO3』のエンディングではベガにこの技を決めて倒している。
『NAMCO x CAPCOM』では翔と共に前後から同時に連続攻撃を見舞う。

### ウルトラコンボ
UC1 - 武神轟雷旋風陣（ぶしんごうらいせんぷうじん）
『スパIV』で使用するウルトラコンボ・I、および『ストクロ』におけるスーパーアーツ。スーパーコンボ「武神剛雷脚」の上位版にあたる技で、連続打撃を加えた後、宙返りしながらの蹴り上げ（鎌鼬）で相手を空高く打ち上げ、それを追ってステージ中を三角飛びで高速で駆け上がって行き、追いついた所を相手を掴み、超高度からの回転イズナ落としで地面に叩きつける。4段目の攻撃が当たらなければ技が最後まで発動せずにその時点で終了してしまう。
武神剛雷脚と違って連続打撃はその場で移動せずに行う。また、連続打撃の最後の攻撃がヒットすると、カメラが移り変わり演出に移行、その後のダメージが確定する。画面端であれば連続技に組み込むことが可能であり、トライアルの課題としてこの技を締めに使った連続技が用意されている。
UC2 - 武神無双連華（ぶしんむそうれんげ）
『スパIV』で使用するウルトラコンボ・II。「武神無双連刈」同様、近くにいる相手を掴み高速で連続打撃を加える投げ技で、蹴りで強く吹き飛ばした相手を追い抜く、相手の前後を激しく往復しながら攻撃するといった演出が特徴。攻撃中は背景が真っ白になりガイの動きの残像として墨のようなエフェクトが入り、またBGMがミュートになり、代わりに和楽器を使った効果音が流れる。最後は画面が暗転して一瞬で数発の打撃を叩きこむ。

### スーパームーブ
スーパー忍（スーパーしのび）
目の前に煙を爆発させ、ヒットすると視点が変わり、ボタン追加で手裏剣を撃つ。相手はガード不能で逃げることしかできない。
疾風 （しっぷう）
コーディーの「ハイパーアクティブ」と同様のもので、オリジナルコンボに近い効果を持つ。

## 他のメディアでのガイ

### 漫画
- 中平正彦の漫画『ストリートファイターZERO』では、単身で数々の組織に乗り込み壊滅させ続け、世界に名を轟かせる東洋人として登場。殺意の波動の真の意味をリュウに分からせるため、彼の前に立ちはだかる。

## その他
- 『ZERO』と『ZERO2』、『ストIV』のガイステージのBGMは、『ファイナルファイト』のステージ1の曲をアレンジしたもの。
- 『ガンスリンガー ストラトス2』では、草陰稜のコスチュームとしてガイの衣装が登場する。
- 『NAMCO x CAPCOM』においては、同じく武神流の継承者である『キャプテンコマンドー』の翔（ショウ）とのペアユニットで参加している。また、物語的に繋がりのある『PROJECT X ZONE 2:BRAVE NEW WORLD』においては、当人は登場しないがコマンドーチームに加入していることが語られている（キャプテンコマンドー曰く、翔、フーバー、ジェネティとともに別任務にあたっているとのこと）。

## 登場作品
- ファイナルファイトシリーズ

スーパーファミコン版『ファイナルファイト』と『ファイナルファイト2』のみ登場しない。
- ストリートファイターZEROシリーズ
- ストリートファイターIVシリーズ（『スパIV』以降から登場）
- アドベンチャークイズ カプコンワールド2
- SNK VS. CAPCOM 激突カードファイターズ全シリーズ（トレーディングカードゲーム版も含む）
- CAPCOM FIGHTING Jam
- NAMCO x CAPCOM
- ストリートファイター X 鉄拳（PS Vita/DLC追加キャラクター）
- 鬼武者Soul

## 担当声優
- 岩永哲哉（『ストZERO』シリーズ、『CAPCOM FIGHTING Jam』、『NAMCO x CAPCOM』）
- 最上嗣生（『ストIV』シリーズ日本語版ボイス、『ストクロ』日本語版ボイス）
- ジェイソン・C・ミラー（英語版）（『ストIV』シリーズ英語版ボイス、『ストクロ』英語版ボイス）